# Блудний син (фільм)
Блудний син («Sūnus palaidūnas») — радянський художній фільм 1984 року, знятий режисером Маріонасом Ґедрісом на Литовській кіностудії.

## Сюжет
По повісті Раймондаса Кашаускаса «Пагорби, що зеленіють». Проживши десять років у місті, Вілюс повертається на хутір, де, як і раніше, живе його старший брат Пятрас, головний зоотехнік колгоспу. Внутрішній конфлікт із братом, надмірно енергійною людиною, не завадить Вілюсу саме тут знайти своє місце у житті.

## У ролях
- Рімас Моркунас — Вілюс
- Долореса Казрагіте — Біруте, дружина Пятраса
- Улдіс Ваздікс — Пятрас, брат Вілюса
- Броне Марія Брашкіте — Люда
- Єва Гурінайте-Паскене — мати
- Едуардас Кунавічюс — батько
- Цезаріс Граужиніс — епізод
- Антанас Барчас — Костас
- Рімантас Багдзявічюс — Юргіс
- Е. Чіжинаускас — епізод
- В. Чіжинаускас — епізод
- Вітаутас Гріголіс — епізод
- Міле Шаблаускайте — сестра Вілюса
- Андрюс Шюша — епізод
- Яніна Сокольнікайте — епізод
- Гітіс Падегімас — Кястас
- Вільгельмас Вайчекаускас — сусід
- Ремігіюс Вілкайтіс — знайомий Вілюса
- Ірена Житкуте — Аліте, сестра Вілюса
- Алдона Кудлайте — сусідка Вілюса
- В. Клімавічюте — епізод
- Є. Іванова — епізод
- Гражина Урбонайте — родичка
- Яніна Міщюкайте — дічина на вечірці у Кястаса
- Рімантас Штарас — хлопець на вечірці у Кястаса

## Знімальна група
- Режисер — Маріонас Ґедріс
- Сценарист — Пранас Моркус
- Оператор — Йонас Томашявічюс
- Композитор — Юозас Ширвінскас
- Художник — Альгімантас Шюгжда